# Wide Open (Heartland)
Wide Open è  il secondo album in studio del gruppo musicale britannica Heartland, pubblicato nel 1991.

## Tracce
1. Give Me a Reason – 4:56
2. Whenever You Want Me – 3:58
3. Wide Open – 5:03
4. Losing to Love – 4:13
5. Indian Ground – 4:52
6. When I'm With You – 4:35
7. A Town Called Pride – 4:33
8. Running On Empty – 4:38
9. Try Me – 4:18
10. Burning the Bridges – 4:13
11. Turning My Heart Right Over – 3:57
12. Paradise – 4:48
13. Promises – 3:55

## Formazione
- Chris Ousey - voce
- Gary Sharp - chitarra
- Steve Morris - basso
- Bert Baldwin - tastiera
- Steve Gibson - batteria